# Liste der Auslandsreisen von Bundesaußenminister Johann Wadephul
Die Liste der Auslandsreisen von Bundesaußenminister Johann Wadephul enthält alle offiziellen Auslandsreisen, die dieser seit seinem Amtsantritt am 6. Mai 2025 durchgeführt hat.

## Liste der Auslandsbesuche

### 2025
| Datum                | Ort                                    | Hauptgrund und Vor-Ort-Termine | Bild |
| -------------------- | -------------------------------------- | --- | ---- |
| 7. Mai               | Paris ( Frankreich)                    | Antrittsbesuch gemeinsam mit Bundeskanzler Merz, Gespräch mit dem französischen Präsidenten Emmanuel Macron und Außenminister Jean-Noël Barrot |      |
| 7. – 8. Mai          | Warschau ( Polen)                      | Antrittsbesuch, Gespräch seinem polnischen Amtskollegen Radosław Sikorski und seinem französischen Amtskollegen im Weimarer Dreieck |      |
| 9. Mai               | Lwiw ( Ukraine)                        | Teilnahme am informellen Treffen der EU-Außenministerinnen- und minister (Gymnich-Treffen), Treffen mit dem ukrainischen Premierminister Denys Schmyhal |      |
| 10. – 11. Mai        | Tel Aviv, Jerusalem ( Israel)          | Antrittsbesuch, Treffen mit Angehörigen der von der Hamas verschleppten israelischen Geiseln, Besuch von Yad Vashem, Treffen mit Premierminister Benjamin Netanjahu und Außenminister Gideon Sa’ar |      |
| 11. Mai              | Ramallah ( Palästina)                  | Treffen mit Premierminister Mohammed Mustafa |      |
| 12. Mai              | London ( Vereinigtes Königreich)       | Teilnahme an einer Ukraine-Konferenz mit den Außenministern von Großbritannien, Frankreich, Italien, Spanien, Polen und der Ukraine |      |
| 14. – 15. Mai        | Antalya ( Türkei)                      | Treffen der NATO-Außenministerinnen und -Außenminister |      |
| 20. – 21. Mai        | Brüssel ( Belgien)                     | Monatliches Treffen der EU-Außenministerinnen- und minister (Rat der Außenbeziehungen), Teilnahme am gemeinsamen Treffen der Außenministerinnen- und minister von Europäischer und Afrikanischer Union |      |
| 26. Mai              | Madrid ( Spanien)                      | Treffen mit Außenminister José Manuel Albares |      |
| 26. – 27. Mai        | Lissabon ( Portugal)                   | Treffen mit Außenminister Paulo Rangel |      |
| 28. Mai              | Washington D. C. ( Vereinigte Staaten) | Treffen mit Außenminister Marco Rubio |      |
| 12. Juni             | Rom ( Italien)                         | Treffen mit Außenminister Antonio Tajani, Gespräche im Rahmen des «Weimarer Dreiecks Plus» mit den Außenministern von Italien (Antonio Tajani), Frankreich (Jean-Noël Barrot), Polen (Radosław Sikorski), Spanien (José Manuel Albares) und dem Vereinigten Königreich (David Lammy) sowie der EU-Außenbeauftragten Kaja Kallas |      |
| 12. Juni             | Vatikanstadt                           | Treffen mit Kardinalstaatssekretär Pietro Parolin und Erzbischof Paul Gallagher |      |
| 13. Juni             | Kairo ( Ägypten)                       | Treffen mit Außenminister Badr Abdelatty |      |
| 14. Juni             | Riad ( Saudi-Arabien)                  | Treffen mit Außenminister Faisal bin Farhan Al Saud |      |
| 14. und 15. Juni     | Doha ( Katar)                          | Treffen mit Außenminister und Premierminister Mohammed bin Abdulrahman Al Thani |      |
| 15. Juni             | Maskat ( Oman)                         | Treffen mit Außenminister Badr Al-Busaidi |      |
| 20. Juni             | Genf ( Schweiz)                        | Gemeinsames Treffen mit den Außenministern von Frankreich, Jean-Noël Barrot und dem Vereinigten Königreich David Lammy sowie der EU-Außenbeauftragten Kaja Kallas mit dem iranischen Außenminister Abbas Araghtschi |      |
| 23. Juni             | Brüssel ( Belgien)                     | Teilnahme am EU-Außenrat |      |
| 24. und 25 Juni      | Den Haag ( Niederlande)                | Teilnahme am NATO-Gipfel |      |
| 30. Juni und 1. Juli | Kiew und Odessa ( Ukraine)             | Treffen mit Präsident Wolodymyr Selenskyj und Außenminister Andrij Sybiha sowie Besuch der Gedenkstätte von Babyn Jar |      |
| 1. Juli              | Chișinău ( Moldau)                     | Treffen mit Präsidentin Maia Sandu |      |
| 10. Juli             | Wien ( Österreich)                     | Treffen mit Außenministerin- und Minister Beate Meinl-Reisinger und Gideon Sa’ar |      |